# Everybody in the Place
Singles de Prodigy
Charly
(1991) Fire / Jericho
(1992)
Clip vidéo
[vidéo] « Everybody in the Place », sur YouTube
Everybody in the Place est une chanson du groupe britannique Prodigy sortie comme leur deuxième single.
Le single sort au Royaume-Uni le 23 décembre 1991 sur le label XL Recordings. Il débute à la 48e place du classement officiel des ventes de singles britannique pour la semaine du 29 décembre au 4 janvier, s'élève à la 10e place la semaine suivante et atteint sa meilleure position à la 2e place la semaine d'après.
Cette chanson est ensuite parue sur le premier album de Prodigy, Experience, sorti le 28 septembre 1992.

## Classements
| Classement (1991)              | Meilleure position |
| ------------------------------ | ------------------ |
| Royaume-Uni (UK Singles Chart) | 2                  |